# Universitat d'Ontario Occidental
La Universitat d'Ontario Occidental (UWO), també coneguda com Western University o simplement Western, és una universitat pública canadenca de London, a l'extrem sud-oest del corredor Quebec-Windsor. El campus principal s'ubica en 455 hectàrees (1,120 acres) de terreny, envoltat de barris residencials i el riu Thames que divideix la part oriental del campus. La universitat gestiona dotze facultats.
La universitat va ser fundada el 7 de març de 1878 pel bisbe Isaac Hellmuth de la diòcesi anglicana d'Huron com a Western University of London, Ontario. Les quatre primeres facultats van ser les d'Arts, Teologia, Dret i Medicina. La universitat es va convertir en aconfessional el 1908, i va créixer substancialment en l'època posterior a la Segona Guerra Mundial en què s'hi van afegir diverses facultats i escoles.
El 1923 la universitat va ser rebatejada com a University of Western Ontario. Les classes a l'indret actual de la universitat van començar el 1924. La torre del University College, un dels trets distintiu de la universitat, va rebre el nom de Middlesex Memorial Tower en honor als homes del comtat de Middlesex que van lluitar a la Primera Guerra Mundial.